# Frontul Național Patriotic
Frontul Național Patriotic din Basarabia și Nordul Bucovinei a fost un partid politic clandestin din RSS Moldovenească.

## Activitate
Frontul Național Patriotic din Basarabia și Nordul Bucovinei a fost fondat în anul 1969 de câțiva intelectuali din Chișinău, activând până în 1971. El avea în total peste 100 de membri, care aveau drept scop crearea Republicii Democratice Moldovenești, desprinderea ei din Uniunea Sovietică și unirea cu România. 
Printre membrii partidului au fost Alexandru Usatiuc-Bulgăr, Valeriu Graur, Alexandru Șoltoianu, Gheorghe Ghimpu, Nicolae Lupan, Tudor Basarabeanu, Nicolae Testemițanu, Valeriu Gagiu, Mihai Cimpoi, Mircea Druc, Anatol Corobceanu, Vasile Topală. 
În decembrie 1971, ca urmare a unei note informative de la Ion Stănescu, președintele  Consiliului Securității de Stat a Republicii Socialistă România, trimise către Iuri Andropov, șeful KGB, Alexandru Usatiuc-Bulgăr, Valeriu Graur, Alexandru Șoltoianu și Gheorghe Ghimpu au fost reținuți și anchetați timp de șase luni în beciurile KGB-ului și apoi condamnați la închisoare.
Alexandru Usatiuc a primit 7 ani de lagăr de muncă silnică în Gulag plus încă alți 5 de deportare în Siberia. Gheorghe Ghimpu – la 6 ani de lagăr de muncă silnică cu regim sever; Valeriu Graur – la 4 ani de lagăr de muncă silnică cu regim sever; Alexandru Șoltoianu – la 6 ani de lagăr de muncă silnică cu regim sever, plus 5 ani de deportare în Siberia.
Aceeași acuzare trece dintr-un rechizitoriu în altul: „pentru propagandă și agitație antisovietică cu scopul de subminare și slăbire a puterii sovietice”.
Usatiuc-Bulgăre e închis într-un lagăr din regiunea Perm din munții Ural, iar Ghimpu, Graur  și Șoltoianu sunt întemnițați în lagărele din Mordovia.
Nu aveau dreptul la corespondență, nu aveau dreptul să primească colete, umblau mereu flămânzi, lagărele erau neîncălzite, mulți dintre deținuți decedând din cauza frigului. Foștii fruntași ai Frontului Național Patriotic au fost urmăriți și persecutați de securitatea sovietică și după ce și-au ispășit pedeapsa. Au fost reabilitați abia după declararea independenței Republicii Moldova.